# Dahlkvistkvartetten
Dahlkvistkvartetten är en stråkkvartett som bildades 2007 och har etablerat sig på en internationell nivå och som är en av Sveriges mest eftersökta kammarmusikgrupper.
Kvartettens skiva ”Andrea Tarrodi String Quartets” vann 2018 en Grammis i kategorin Årets klassiska och har hyllats i media i Sverige och även utomlands.
Dahlkvistkvartetten utnämndes till Rising Stars säsongen 2012–2013 av Stockholms Konserthus och European Concert Hall Organisation. Detta innebar att kvartetten gästade en rad stora konserthus i Europa, bland andra Konzerthaus Wien, Concertgebouw Amsterdam, Paris Cité de la Musique och Budapest Palace of Arts.
Kvartetten startade sin karriär i Sverige 2009 med att vinna ”Ung&Lovande”, en kammarmusiktävling organiserad av Kammarmusikförbundet RSK, vilket hösten 2010 resulterade i en Sverigeturné med 18 konserter organiserad av Rikskonserter. Vid flera tillfällen har kvartetten hörts i SVT, senast våren 2015 och 2018 som husband i ”Camillas klassiska”. I Sveriges Radio P2 har kvartetten också hörts många gånger, bland annat med uruppföranden av stråkkvartetter beställda av Sveriges Radio. Under våren 2015 medverkade kvartetten vid skapandet och urpremiären av balettsuccén ”Midsommarnattsdröm” på Kungliga Operan i Stockholm, som återkom hösten 2016. Dahlkvistkvartetten gjorde debut på Stockholms Konserthus i januari 2011 i Steve Reichs ”Triple Quartet”. Konserten blev en succé och kvartetten har sedan dess regelbundet varit inbjuden till Stråkkvartettserien i Grünewaldsalen.
Kvartetten har uruppfört verk av bland andra Andrea Tarrodi, Mikael Karlsson, Staffan Storm, Svante Henryson, Miklòs Máros, Martin Larson, Catharina Leyman och Lisa Streich och även gjort det första publika uppförandet av Anders Hillborgs Heisenbergminiatyrer. År 2009 delade Kungliga Musikaliska Akademien ut det nyinstiftade ensemblestipendiet till Dahlkvistkvartetten. Dahlkvistkvartettens repertoar är grundad på verk av traditionella mästare blandat med 1900-talsmusik och med ett speciellt fokus på nyskriven musik.
Bartosz Cajler spelade med stråkkvartetten år 2007–2018. Sedan 2019 spelar den internationellt verksamme violinisten Alexander Kagan med som primarie i Dahlkvistkvartetten.
Medlemmar i kvartetten:
- Alexander Kagan, violin (primarie) sedan 2019. Tidigare medlem: Bartosz Cajler (2007–2018).
- Kersti Gräntz, violin
- Jon Dahlkvist, viola
- Hanna Dahlkvist, cello